# غاري بايتون
غاري بايتون (بالإنجليزية: Gary Payton) مواليد 23 يوليو 1968 في أوكلاند، هو لاعب كرة سلة أمريكي سابق بدأ مسيرته الاحترافية في سنة 1990. يبلغ طوله 6 قدم 4 بوصة (1.9 م). مثّل منتخب بلاده. شارك في مسابقة كرة السلة في الألعاب الأولمبية الصيفية. اعتزل اللعب في 2007.

## فرق لعب لها
- ميلووكي باكز
- لوس أنجلوس ليكرز
- بوسطن سيلتكس
- ميامي هيت

## الميداليات
| الميدالية | المسابقة                             |
| --------- | ------------------------------------ |
| ذهبية     | الألعاب الأولمبية الصيفية 1996       |
| ذهبية     | الألعاب الأولمبية الصيفية 2000       |
| ذهبية     | بطولة أمم الأمريكتين لكرة السلة 1999 |
| فضية      | بطولة أمم الأمريكتين لكرة السلة 1989 |

## روابط خارجية
- غاري بايتون على موقع IMDb (الإنجليزية)
- غاري بايتون على موقع الموسوعة البريطانية (الإنجليزية)
- غاري بايتون على موقع ميوزك برينز (الإنجليزية)
- غاري بايتون على موقع قاعدة بيانات الفيلم (الإنجليزية)
- غاري بايتون على موقع الاتحاد الدولي لكرة السلة (الإنجليزية)
- غاري بايتون على موقع إن بي أي (الإنجليزية)
- غاري بايتون على موقع سبورتس رفرنس (الإنجليزية)
- غاري بايتون على موقع كرة السلة الأوروبية.كوم (الإنجليزية)
- غاري بايتون على موقع إي إس بي إن.كوم (الإنجليزية)
- غاري بايتون على موقع كلية كرة السلة في سبورتس رفرنس.كوم (الإنجليزية)
- غاري بايتون على موقع ريلجم (الإنجليزية)
- غاري بايتون على موقع بروبوليرز (الإنجليزية)
- غاري بايتون على موقع سبورتس رفرنس (الإنجليزية)
- غاري بايتون على موقع أوليمبيديا (الإنجليزية)